# Aeroportul Municipal Platteville
Aeroportul Municipal Platteville (IATA: PVB, ICAO: KPVB, FAA LID: PVB) este un aeroport din Platteville⁠(d), Comitatul Grant, Wisconsin, Wisconsin, Statele Unite ale Americii ce deservește zona Platteville⁠(d). A fost deschis în 1965 și numit după zona deservită.
Situat la o altitudine de 312 m, aeroportul dispune de 2 piste.

## Infrastructură

### Piste
Aeroportul dispune de 2 piste. Pista 15/33 are suprafața de asfalt și dimensiunile 3.999 picioare × 75 picioare. Pista 07/25 are suprafața de asfalt și dimensiunile 3.599 picioare × 75 picioare. 